# Banca di Francia

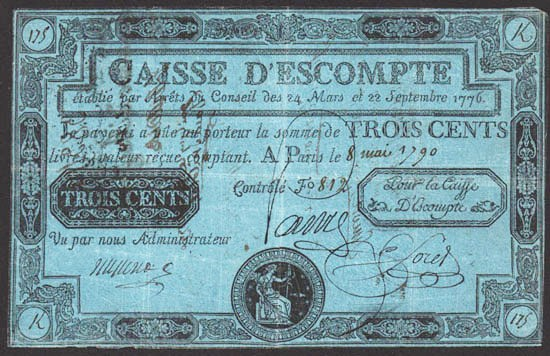
Una banconota del 1790.

La Banca di Francia (in francese, Banque de France) è la banca centrale della Francia; è collegata alla Banca centrale europea (BCE). Il suo compito principale, al pari delle banche centrali degli altri paesi aderenti all'Unione monetaria europea (UME), è di attuare la politica dei tassi d'interesse del Sistema europeo delle banche centrali (SEBC). L'attuale governatore è François Villeroy de Galhau nominato il 1º novembre 2015 succeduto a Christian Noyer. La sua sede è a Parigi.

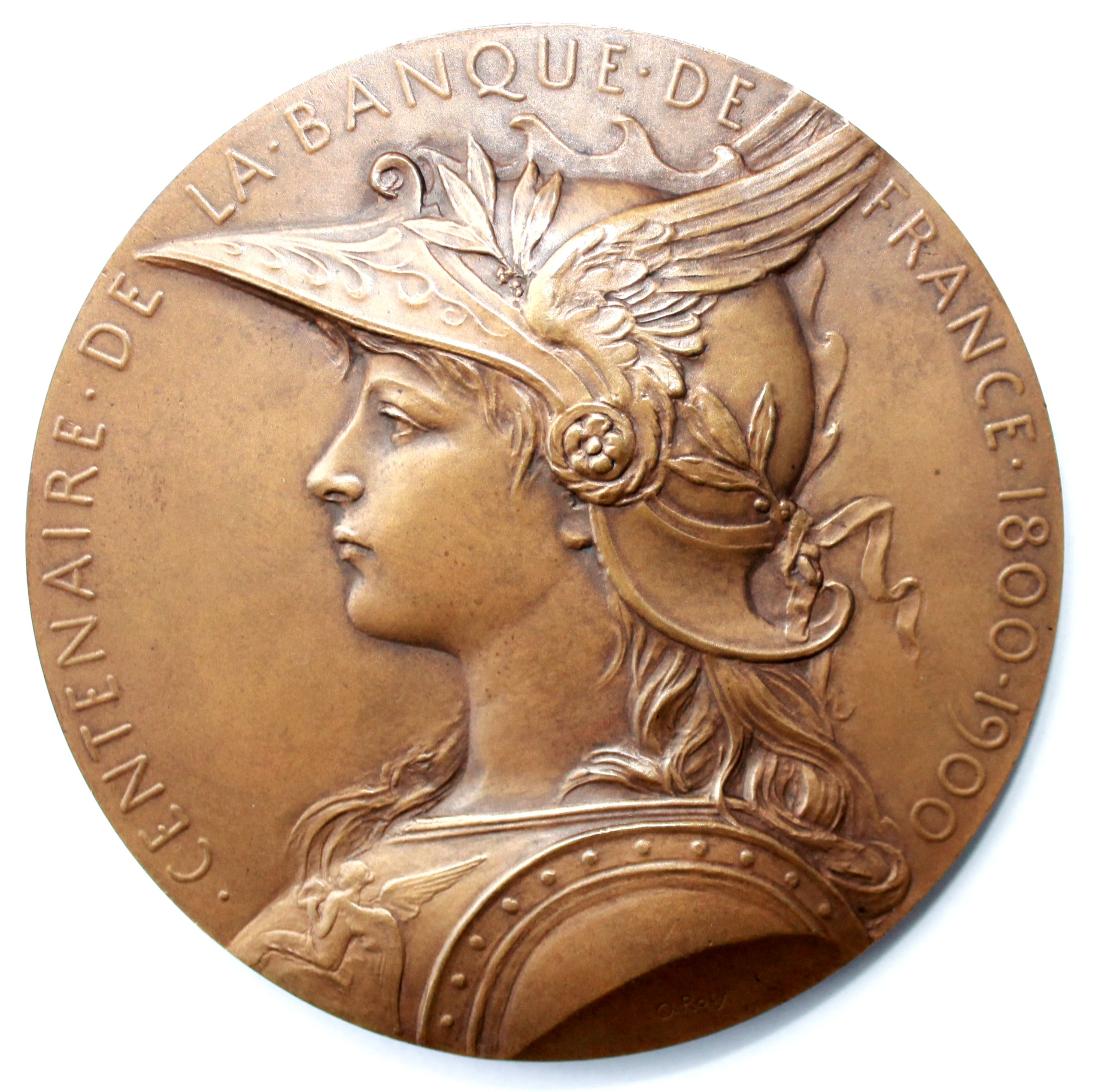
Una moneta coniata in occasione del centenario della banca.

## Collegamento con l'SEBC
Il 1º giugno 1998, fu creata una nuova istituzione, la Banca centrale europea (BCE), incaricata di guidare la politica monetaria unica dell'euro. L'organismo, formato dalla BCE e dalle banche centrali nazionali (BCN) di tutti gli Stati membri dell'Unione europea, costituisce il Sistema europeo delle banche centrali (SEBC).
L'SEBC è la cornice istituzionale di una politica monetaria unica per l'euro. Secondo il sito web della Banca di Francia, la "condivisione di responsabilità tra la BCE e le BCN si basa sul significativo decentramento della conduzione della politica monetaria unica dell'SEBC".

## Storia

### I precedenti
La creazione di una banca centrale in Francia fu molto travagliata.
Nel 1674 fu fondata su ispirazione del ministro Colbert la Caisse de Prêts, che però fallì nel 1680.
Nel 1716 fu la volta della Banque Générale di John Law, che nel 1719 ottenne la protezione reale e fu ribattezzata Banque Royale, ma l'anno successivo fu travolta da una memorabile bancarotta per aver stampato cartamoneta in eccesso.
Nel 1776 fu fondata la Caisse d'escompte, che dichiarò bancarotta quando il Re non poté rimborsare i prestiti, nel 1793, in seguito al dissesto finanziario che portò alla Rivoluzione francese.

### La fondazione

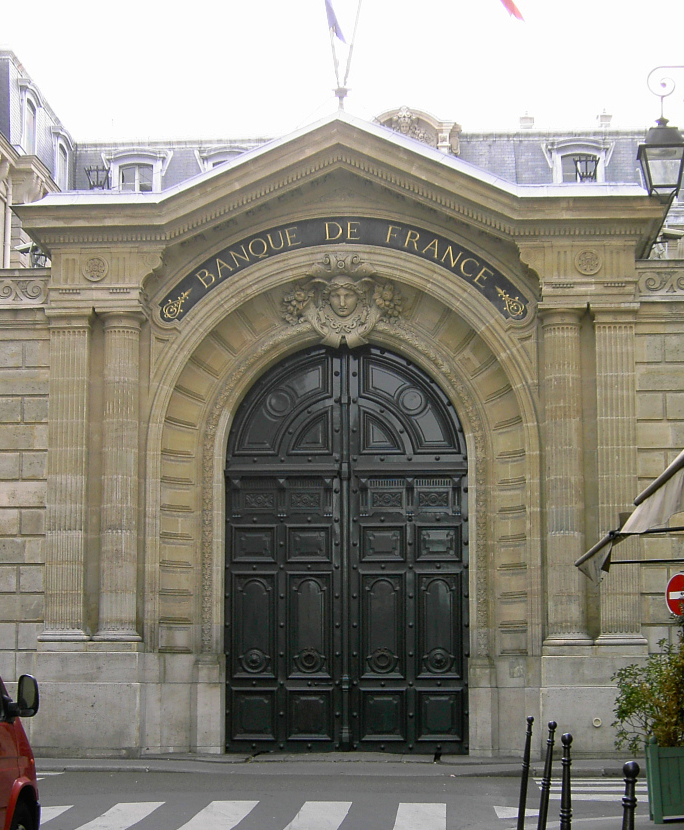
L'ingresso di 1, rue La Vrillière a Parigi

La Banque de France fu fondata dal primo console Napoleone Bonaparte il 18 gennaio 1800 sul modello della Banca d'Inghilterra, con lo scopo da un lato di regolare il mercato dello sconto e del credito, e dall'altro per sostenere la nuova valuta, il franco germinale. Dopo il disastro degli assignats, la Banque de France fu incaricata di emettere delle banconote pagabili a vista al portatore, in contropartita dello sconto degli effetti di commercio. Assai modesta, all'inizio la Banca non esercitava la propria attività che a Parigi e condivideva con altre cinque istituzioni il privilegio di emettere cartamoneta.
Già nel febbraio 1800 la Banque de France assorbì la Caisse des comptes courants.
In base allo statuto la Banque de France era una società per azioni con un capitale di 30 milioni di franchi diviso in 30.000 azioni. Azionisti erano i maggiori banchieri francesi, nonché alcuni commercianti e industriali. Essi erano rappresentati da 15 reggenti e 3 censori. La riunione dei reggenti costituiva il Consiglio Generale, che eleggeva al suo interno un Comitato Centrale, composto di tre membri, il cui presidente era anche presidente del Consiglio Generale. Il Comitato Generale era incaricato di dirigere l'insieme delle operazioni della Banca. Primo presidente fu Jean-Frédéric Perregaux.
Protetta da Napoleone, la Banque de France nell'anno XI (1803) ottenne il privilegio di emissione esclusivo per Parigi per una durata di quindici anni. Il capitale fu aumentato di 15 milioni di franchi, il che permise alla banca di assorbire altri istituti di emissione come la Caisse d'escompte du commerce nello stesso anno.
L'emissione delle banconote aveva come contropartita i depositi in oro dei clienti, nonché lo sconto degli effetti di commercio. La moneta di carta non era peraltro un mezzo di pagamento molto diffuso, in considerazione del fatto che il taglio minimo era di 500 franchi. Perciò all'inizio dell'Ottocento la cartamoneta era utilizzata solo per i pagamenti importanti; mentre le monete d'oro e d'argento servivano per i pagamenti normali. Le banconote erano convertibili in oro, e lo rimasero durante tutte le guerre napoleoniche, mentre la Banca d'Inghilterra aveva sospeso la convertibilità: questo fatto diede molta credibilità alle banconote francesi.
I primi anni della Banca furono tuttavia difficili a causa della crisi delle finanze statali e della diminuzione degli incassi della Banca che portò a restrizioni sul rimborso dei biglietti. Così Napoleone nel 1806 attuò una riforma che restituiva allo Stato il controllo sull'ente. La direzione della banca fu affidata ad un governatore e due vice governatori, tutti nominati dallo Stato, al posto del Comitato Centrale. Il privilegio dell'emissione fu prolungato di venticinque anni e il capitale portato a 90 milioni di franchi. La Banca era definita "ente pubblico amministrativo" e doveva usare il proprio privilegio nell'interesse comune dello Stato, dei cittadini e degli azionisti.
Nel 1808 un ulteriore decreto imperiale promulgava gli "statuti fondamentali" che avrebbero retto l'ente fino al 1936. Questo testo stabiliva anche la fondazione di succursali chiamate comptoirs d'escompte ("banchi di sconto") nelle città di provincia in cui lo sviluppo del commercio ne facesse sentire la necessità.

### La diffusione sul territorio
Nel 1811 la Banque de France stabilì la sede nell'Hôtel de Toulouse, antico hôtel particulier di Luigi Alessandro di Borbone, conte di Tolosa, in rue de la Vrillière, nel I arrondissement di Parigi.
Nel 1808 comptoirs d'escompte furono creati a Lione e a Rouen. Nel 1810 fu costituito anche quello di Lilla. Dopo la caduta dell'Impero la Banca seguì una politica di rendimenti immediati e soppresse i comptoirs in passivo. ma queste chiusure scatenarono la reazione veemente dei commercianti e degli industriali, che avevano bisogno del sostegno bancario.
La Banca si rese conto di avere sbagliato e furono create le banques départementales ("banche dipartimentali"); nel 1817 apparvero quelle di Rouen, Nantes e Bordeaux. I risultati furono buoni e divenne evidente che la Banca doveva seguire questa strada se non voleva rinunciare al suo nome a favore di altri soggetti.
Nel 1840 il privilegio di emissione fu prorogato al 1867. In occasione del dibattito parlamentare la Banca fu accusata di non esser altro che un banco di risconto al servizio delle case bancarie parigine e di condurre una politica del credito e dell'emissione troppo restrittiva.
Nel 1848 le 15 banche dipartimentali d'emissione esistenti furono incorporate nella Banque de France e continuarono a funzionare come agenzie.
Nel 1865 la Banque de France assorbì la Banque de Savoie, assicurandosi così l'emissione su tutto il territorio nazionale, nonché accaparrandosi l'oro detenuto da tale banca.
Infine, nel 1873, una legge obbligò la Banque de France a costituire una filiale in ogni dipartimento. Perciò il numero delle agenzie crebbe: nel 1900 erano 160, nel 1928 259.

### L'evoluzione delle banconote
Nel 1847 l'economia si surriscaldò ed ebbe bisogni di maggiori mezzi di pagamento: il valore facciale dei tagli fu diminuito e furono messi in circolazione i biglietti da 200 franchi. Non si andò al di sotto di questo importo. Il Governo precisò durante il dibattito parlamentare che intendeva riservare "la carta" al commercio, impedendole di servire ai pagamenti quotidiani e di penetrare nell'uso corrente.
Un anno prima la banca aveva stampato il biglietto da 5000 franchi, che ebbe scarsa circolazione, ma che rimane il biglietto pagabile a vista con il valore facciale più alto nella storia francese.
Ma gli eventi precipitarono e provocarono un brusco sviluppo della circolazione cartacea. La Rivoluzione del 1848 portò una grossa richiesta di rimborsi di banconote, che la Banque de France fronteggiò con difficoltà. Un decreto di quell'anno vi porse rimedio, introducendo un tetto (plafond) all'emissione di banconote. Inoltre autorizzò la Banca a stampare banconote da cento franchi. In questo modo i biglietti di banca cominciarono ad entrare nella vita quotidiana e le monete metalliche iniziarono ad essere sostituite da quelle cartacee.
Nel 1864 iniziarono ad essere stampati anche i biglietti da 50 franchi.
In seguito all'entrata nella Guerra franco-prussiana, per rispondere alla domanda di piccoli tagli derivante dalla tesaurizzazione, fu autorizzata l'emissione dei biglietti da 25 franchi.
Infine, la legge 29 dicembre 1871 diede alla Banca l'autorizzazione ad emettere banconote da 5 franchi.

### La Belle Epoque
La banca centrale salvò la Société Immobilière e appoggiò i Rotschild contro il Crédit Mobilier dei Fratelli Pereire.
Nel 1870 la Banque de France versò ai soci un dividendo di 80 franchi per azione. Nel 1871, dopo il massacro della Comune di Parigi, il dividendo passò a 300 franchi.
La Banque de France era la società più capitalizzata del listino della Borsa di Parigi durante tutta la seconda metà dell'Ottocento.

### L'estensione del privilegio di emissione
Inizialmente limitato alla città di Parigi, il privilegio di emissione dell'Ente fu esteso nel 1810 a tutte le piazze in cui fossero state create delle agenzie, poi, nel 1848, il privilegio fu allargato all'intero territorio metropolitano. Fu applicato alla Savoia nel 1865, dopo l'annessione di questo territorio alla Francia. Dal 1817 al 1848 c'era stata la condivisione del monopolio con le banche dipartimentali d'emissione, ma il ruolo principale era sempre rimasto alla Banque de France che rifinanziava gli altri istituti in caso di necessità: forniva oro o argento in contropartita di effetti commerciali.
Nel 1975 il privilegio fu esteso ai dipartimenti d'oltremare: le banconote della Banque de France sono state introdotte nei DOM con corso legale e hanno progressivamente sostituito i biglietti di banca emessi fino ad allora dall’Institut d'Émission des Départements d'Outre-mer.
Il privilegio era stato concesso inizialmente nel 1803, per una durata di quindici anni, ed era stato successivamente rinnovato dal parlamento nel 1806, nel 1840,nel 1857, nel 1897, e nel 1918 fino al 1945. La legge bancaria di quell'anno prorogò il privilegio senza limiti di durata. Le successive leggi del 1973 e del 1993 hanno semplicemente riproposto questa disposizione.
Con l'introduzione dell'euro, il monopolio di emissione è passato alla Banca centrale europea, che può tuttavia delegare una parte della gestione della circolazione fiduciaria delle banconote alle banche nazionali.

### Convertibilità e corso forzoso
Fino al 1848 e poi dal 1850 al 1870, l'emissione era rimasta completamente libera. La Banca era solo tenuta ad assicurare la convertibilità a vista dei biglietti con monete d'oro o d'argento.

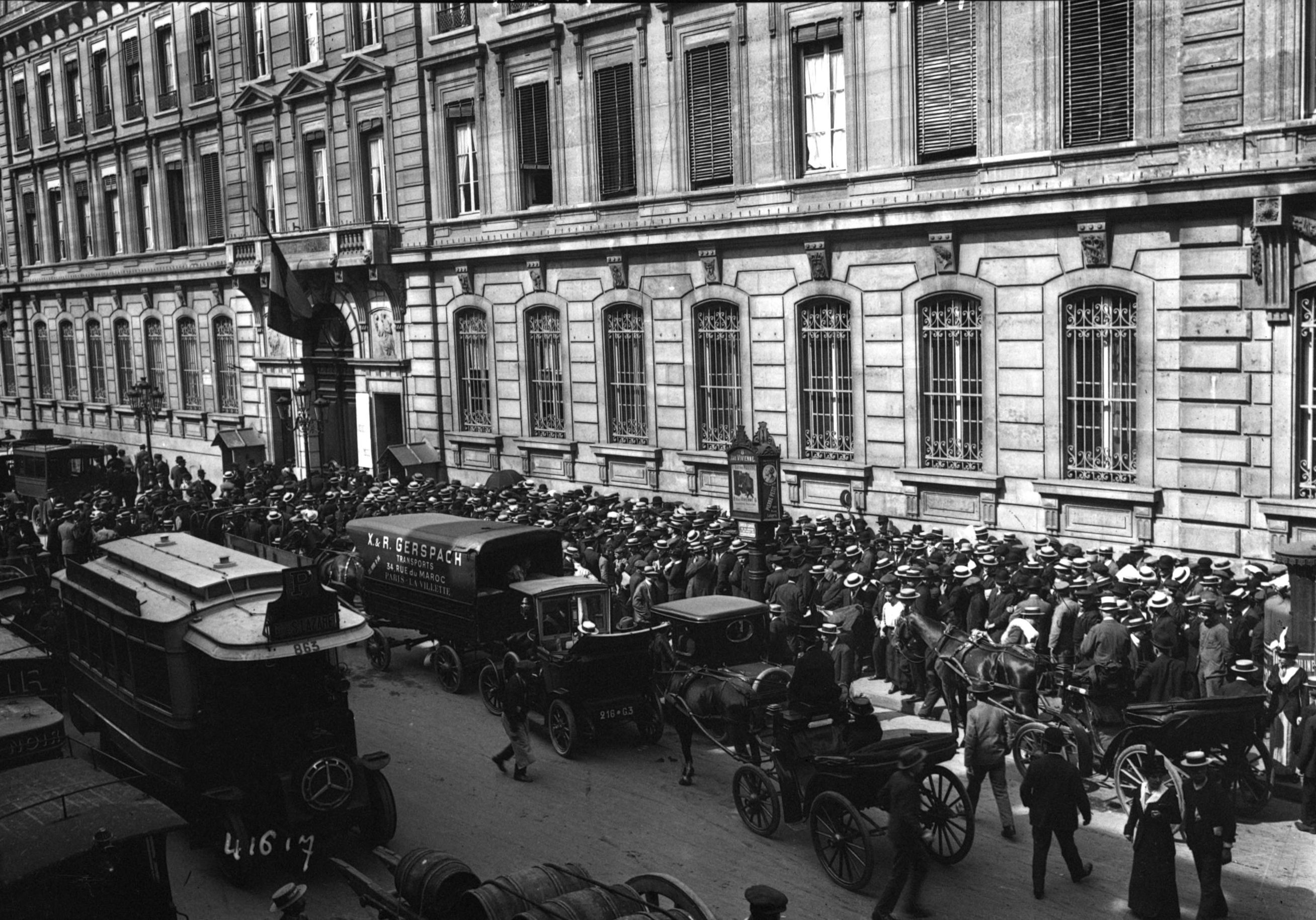
La folla davanti alla Banque de France all'epoca della crisi monetaria del luglio 1914

L'istituzione del corso forzoso e del corso legale nel 1848 fu accompagnata dall'introduzione del tetto legale d'emissione (il cosiddetto plafond). Questo sistema fu abolito nel 1850 con il ritorno alla convertibilità accompagnato dalla soppressione del corso legale.
In occasione della guerra del 1870 furono ancora una volta ristabiliti il corso forzoso e il corso legale, e l'emissione fu nuovamente sottoposta al regime del plafond. Ma, contrariamente a quel che era accaduto nel 1850, la Banca non recuperò la propria libertà quando il franco ritornò convertibile. Infatti, una legge del 1875 stabilì che il corso forzoso sarebbe stato abbandonato nel momento in cui le anticipazioni allo stato fosse state ridotte a 300 milioni, cosa che avvenne nel 1878, mentre il corso legale delle banconote veniva stabilito in via definitiva e conseguentemente veniva giustificato il controllo quantitativo sull'emissione. Il plafond rimase in vigore fino al 1928: in questo periodo, per venire incontro all'espansione dell'economia, il volume dell'emissione fu gradualmente portato da 1,8 miliardi nel 1870 a 58,5 miliardi di franchi nel 1925.
La legge monetaria del 1928, ristabilì su basi nuovi la convertibilità del franco sospesa nel 1914, allo scoppio della prima guerra mondiale: sottomise la circolazione fiduciaria al nuovo sistema della percentuale minima di copertura. In questo modo, fino allo scoppio della seconda Guerra mondiale, il 1º settembre 1939, la Banque de France fu tenuta a conservare una riserva aurea pari almeno al 35% del valore nominale complessivo dei biglietti di banca in circolazione e del saldo attivo dei conti correnti presso la Banca. L'obbligo di rimborsare a vista al portatore in lingotti i biglietti presentati alla sede centrale era stato sospeso nel 1936.

### Il trasferimento delle riserve auree durante la seconda guerra mondiale
All'arrivo dei Tedeschi, il 15 giugno 1940, la Banque de France deteneva il secondo più grosso stock mondiale di oro, composto di 2800 tonnellate di lingotti e monete corrispondenti alle riserve della Francia, ma anche di quelle affidate alla Banque de France dal Belgio e dalla Polonia. Esso era già stato messo al sicuro.
Infatti, già a partire dal 1933 alcune tonnellate erano state inviate nelle succursali delle città portuali, a Brest e Tolone, poi nel 1938 600 tonnellate erano state trasportate a bordo di incrociatori della Marine nationale verso i forzieri della Federal reserve. Infine, fra il 17 maggio e il 23 giugno 1940, il ministro delle Finanze Lucien Lamoureux accelerò il trasporto dell'oro rimanente che fu avviato in 35 convogli di 300 camion e poi per nave, in più di 20.000 pacchi e casse, principalmente verso Dakar, le Antille Francesi e l'America.
Il trasferimento di 400 tonnellate verso il Canada fu effettuato a bordo del piroscafo SS Pasteur della Compagnie de navigation Sud Atlantique costruito nel 1939 nei cantieri di Saint-Nazaire e lì rimasto bloccato dalla guerra. Fra il 1° e il 9 giugno 1940, la nave trasportò fino a Halifax in Canada, 213 tonnellate di riserve della Banque de France che furono messe al sicuro nei caveux della Royal Bank of Canada a Ottawa. Anche la portaerei Béarn fu utilizzata per portare l'oro a Halifax.
Il 18 giugno 1940, 736 tonnellate d'oro partirono da Brest per Dakar nell'Africa Occidentale Francese. 275 tonnellate della Banca nazionale del Belgio e della Banca di Polonia li raggiunsero in viaggio a bordo dell'incrociatore Victor Schoelcher.
Dopo la distruzione della flotta francese a Mers-el-Kébir, si decise di evacuare l'oro che si trovava nel porto di Dakar sotto sorveglianza militare verso l'interno lungo la linea ferroviaria Dakar-Bamako. Prima trasferito al campo militare di Thiès, a settanta chilometri da Dakar, fu poi custodito in modo più stabile a Kayes, a cinquecento chilometri sullo stesso tronco ferroviario, sull'attuale frontiera fra Mali e Sénégal.
Il Governo di Vichy si disse pronto a cedere queste riserve ai tedeschi al fine di ammorbidire l'Occupazione tedesca, ma la Banque de France, che era ancora privata, si rifiutò. Le riserve auree furono rimpatriate in Francia nel 1946.

### Evoluzione delle riserve auree
La Banque de France deteneva un fondo di sette tonnellate d'oro nel 1811, le riserve erano diventate 2500 tonnellate nel 1929 e 5083 tonnellate nel 1933 (il più alto livello raggiunto). Nel 2012 le riserve assommavano a 2435 tonnellate, custodite nel caveau sotto l'hôtel de Toulouse.

### Il Dopoguerra
La Banque de France, divenuta indipendente dal potere politico nel 1944, fu nazionalizzata con legge 2 dicembre 1945.
Nel 1973 sono stati riscritti gli statuti della Banca, con una nuova disciplina che ha retto per tutto il successivo ventennio.
Nel 1993 una storica riforma ha garantito l'indipendenza della Banca, al fine di assicurare la stabilità dei prezzi, indipendentemente dalla politica nazionale. Questa riforma ha spianato la strada all'Unione monetaria europea.
La Banca ha perso parte della sua autonomia da quando la politica monetaria della zona euro è stata affidata alla Banca centrale europea (BCE). Dal 1998 la Banque de France è membro del Sistema europeo delle banche centrali e il suo governatore siede nel consiglio dei governatori della BCE.